# В дни Каракаллы
«В дни Каракаллы» — исторический роман русского писателя Антонина Ладинского, впервые изданный в 1961 году. Написан на основе романа «XV легион», созданного в 1930-е годы. Рассказывает о Римской империи III века.

## Сюжет
Действие происходит в Римской империи в начале III века. Повествование ведётся от лица юного скрибы, уроженца Том, который отправляется в Рим, чтобы уладить семейные дела. В пути он попадает в руки пиратов, которые продают его на колхидские рудники, совершает побег, позже оказывается в Антиохии и Александрии, где становится свидетелем сумасбродств императора Каракаллы. Из Рима скриба совершает поездку в Паннонию, где на его глазах армия наместника разбивает вторгшихся в провинцию сарматов.

## Создание и оценки
В 1937 году в Париже Антонин Ладинский издал роман «XV легион». Для него это был первый опыт большой исторической прозы. В конце 1950-х годов, вернувшись в Россию, писатель решил переработать эту книгу и ещё одно своё произведение на смежную тему, «Парфянскую войну»; в результате появился новый роман, «В дни Каракаллы». В сентябре 1960 года рукопись была сдана в издательство. Ладинскому пришлось после этого отказаться от последней главы и от ряда эротических сцен. Наконец, в 1961 году роман был опубликован.
«XV легион» критики встретили с интересом; при этом они отмечали, что при всей живописности романа автор даже не попытался реконструировать психологию эпохи. Окончательный вариант романа, «В дни Каракаллы», получил высокую оценку Веры Инбер.